# Telsonius nycteridonis
Telsonius nycteridonis är en mångfotingart som beskrevs av Pius Strasser 1976. Telsonius nycteridonis ingår i släktet Telsonius och familjen kejsardubbelfotingar. Inga underarter finns listade i Catalogue of Life.